# 玻璃 (1958年电影)

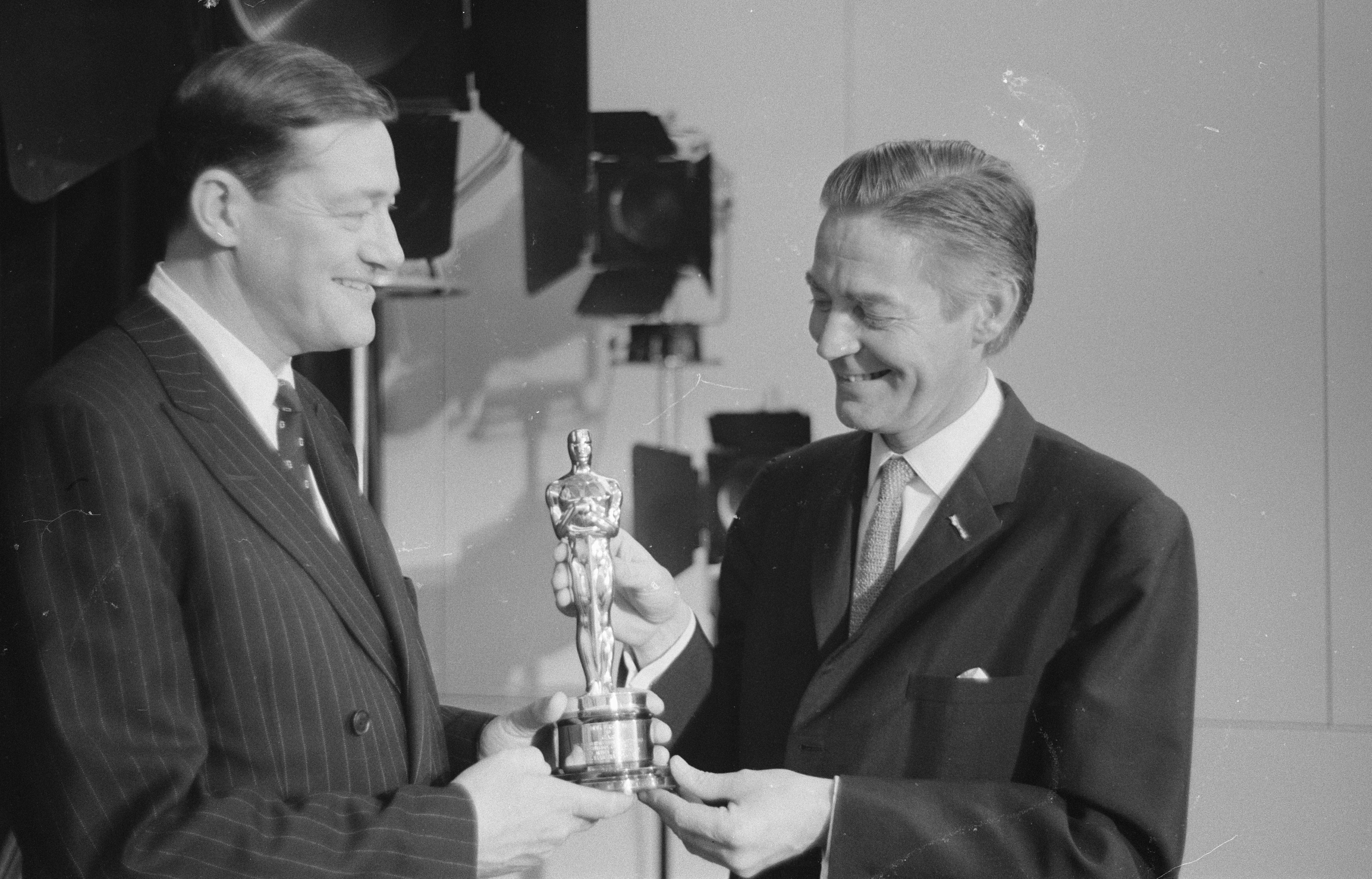
Haanstra 获得奥斯卡金像奖。

《玻璃》（荷蘭語：Glas）是于1958年由导演兼制片人伯特·汉斯特拉 (Bert Haanstra)于荷兰拍摄的纪录短片。该片于1959年获得奥斯卡短片奖。  这部电影是关于荷兰的玻璃工业的。它将里尔丹皇家玻璃厂(Royal Leerdam Glass kaas) 的手工玻璃器皿与自动化制瓶机作出了鲜明的对比。本片将手工制作各种玻璃制品的短片与大规模生产玻璃瓶的短片结合在一起。它经常被誉为完美的短片纪录片。